# 2020 (Donatella Moretti)
2020 è un album della cantante Donatella Moretti pubblicato nel giugno 2020 dalla Interbeat e prodotto da Luigi Piergiovanni.
L'album esce a distanza di ben diciannove anni dall'ultimo lavoro discografico di Donatella Moretti. È prodotto e arrangiato da Luigi Piergiovanni e si avvale delle orchestrazioni del maestro Luigi De Angelis ed è stato registrato e masterizzato agli Abbey Road Studios di Londra da Frank Arkwright. Del brano La cura, che ha anticipato l'album come singolo, è stato realizzato un videoclip girato in Abruzzo diretto dal regista Paolo Tocco.

## Tracce
1. Quando vedrete il mio caro amore (Loredana Ognibene, Ennio Morricone)
2. Canto alla vita (Josh Groban)
3. Ti vedo uscire (Franco Migliacci, Bruno Zambrini, Luis Bacalov)
4. Il nostro concerto (Umberto Bindi, Giorgio Calabrese)
5. Lontano dagli occhi, lontano dal cuore (Sergio Endrigo, Sergio Bardotti)
6. La cura (Franco Battiato, Manlio Sgalambro)
7. Piano (Daniele Pace, Claudio Fabi)
8. La legge dell'amore (Gino Paoli)
9. Memory (Andrew Lloyd Webber, T. S. Eliot, Trevor Nunn)
10. Chiaro di luna (Franco Migliacci, Bruno Zambrini, Luis Bacalov)
11. Perché dovrei (Lucio Battisti, Mogol)
12. La canzone dell'amore perduto (Fabrizio De André)
13. Terra persa (Donatella Moretti, Luigi Piergiovanni)